# William B. Helmreich
William Benno Helmreich est un sociologue américain né le 25 août 1945 à Zurich (Suisse) et mort le 28 mars 2020 à Great Neck (États-Unis). 
Professeur à l'université de la ville de New York, il est aussi connu pour avoir arpenté à pied, et de façon systématique, l'ensemble de cette ville de New York.

## Jeunesse
Helmreich est né en 1945 à Zurich, en Suisse. Il est le fils de parents survivants de l'Holocauste. En 1946, il « a été porté à ce pays comme un enfant », et a grandi à New York, dans l'Upper West Side à Manhattan.
Helmreich parle de sa jeunesse dans un livre publié en 1976 et appelé Réveillez-vous, réveillez-vous, pour faire le travail du Créateur (Wake Up, Wake Up, to Do the Work of the Creator). Cette phrase est prononcée en yiddish par ceux qui allaient de maison en maison pour réveiller les fidèles pour la prière quotidienne.

## Carrière
Helmreich est professeur de sociologie au City College of New York (Colin Powell School for Civic and Global Leadership) et au Graduate Center of the City University of New York,.
Il est spécialisé dans les relations raciales et ethniques, la religion, l'immigration, les comportements à risque, la sociologie de New York, la sociologie urbaine, le comportement des consommateurs et les études de marché.

## Décès
William B. Helmreich est mort le 28 mars 2020 à Great Neck de la maladie à coronavirus 2019. 